# Propsilocerus danubialis
Propsilocerus danubialis är en tvåvingeart som beskrevs av Botnariuc 1956. Propsilocerus danubialis ingår i släktet Propsilocerus och familjen fjädermyggor. Inga underarter finns listade i Catalogue of Life.